# Ján Valach
Ján Valach (Myjava, 19 agosto 1973) è un dirigente sportivo ed ex ciclista su strada slovacco. Dal 2022 è direttore sportivo del team TotalEnergies.

## Palmarès

### Strada
- 1996 (Dilettanti)

GP ZTS Dubnica nad Váhom
2ª tappa Lidice (Lidice, cronometro)
Classifica generale Lidice
1ª tappa Okolo Slovenska
9ª tappa Okolo Slovenska
Classifica generale Okolo Slovenska
1ª tappa Grand Prix de la Somme
Classifica generale Grand Prix de la Somme
- 1997 (Dilettanti)

Campionati slovacchi, Prova in linea Elite
- 1998 (Dilettanti)

Campionati slovacchi, Prova a cronometro Elite
Campionati slovacchi, Prova in linea Elite
- 1999 (De Nardi-Pasta Montegrappa, una vittoria)

Campionati slovacchi, Prova in linea Elite
- 2001 (De Nardi-Pasta Montegrappa, tre vittorie)

Prologo Tour d'Égypte
Campionati slovacchi, Prova a cronometro Elite
Campionati slovacchi, Prova in linea Elite
- 2002 (De Nardi-Pasta Montegrappa, tre vittorie)

Campionati slovacchi, Prova a cronometro Elite
- 2003

Puchar Uzdrowisk Karpackich
- 2006 (Apo Sport-Sprint, una vittoria)

Kláštor pod Znievom
- 2009 (ELK Haus-Simplon, una vittoria)

1ª tappa Grand Prix Bradlo (Bernolákovo > Myjava)

#### Altri successi
- 2001 (De Nardi-Pasta Montegrappa)

Campionati slovacchi, Cronosquadre (con Jan Gazi, Maroš Kováč e Jan Šipeky)
- 2001 (De Nardi-Pasta Montegrappa)

Campionati slovacchi, Cronosquadre (con Radovan Husár, Maroš Kováč e Jan Šipeky)
- 2008 (ELK Haus-Simplon)

Völkermarkter Radsporttage

## Piazzamenti

### Competizioni mondiali
- Campionati del mondo su strada

Lugano 1996 - Cronometro Elite: 30º
Valkenburg 1998 - Cronometro Elite: 31º
Treviso 1999 - Cronometro Elite: 48º
Lisbona 2001 - Cronometro Elite: 30º
Madrid 2005 - In linea Elite: 43º
Salisburgo 2006 - In linea Elite: 60º
Stoccarda 2007 - In linea Elite: 34º
Mendrisio 2009 - In linea Elite: ritirato
- Giochi olimpici

Atlanta 1996 - In linea: 68º
Pechino 2008 - In linea: 61º